# Tito Schipa
Tito Schipa, de nome completo Raffaele Attilio Amedeo Schipa, (Lecce, 27 de dezembro de 1888 — Nova Iorque, 16 de Dezembro de 1965) foi um tenor lírico italiano, considerado um dos mais importantes do século XX.
Tito Schipa nasceu em Lecce, Itália, filho de Antonia Vallone e Luigi Schipa, nos últimos dias de 1888, mas foi registrado como tendo nascido em 2 de janeiro de 1889, com a finalidade de retardar em um ano o alistamento militar (ida para a tropa, em Portugal).
Seu talento vocal foi imediatamente notado pelo professor do curso elementar Giovanni Albani. No ano de 1902, com a chegada a Nápole do bispo Gennaro Trama, o rapaz, já apelidado de "Titu" (que significa pequenino), entrou no seminário, onde pode estudar também composição musical.
Depois da adolescência, por conselho de seu professor de canto, Alceste Gerunda, Tito partiu para Milão para terminar os estudos com Emilio Piccoli. Em 4 de fevereiro de 1909 fez sua estreia musical em Vercelli, em "La Traviata", mas não alcançou sucesso imediato.
Contudo, após longa rotina de formação na companhia operística de Giuseppe Borboni, triunfou em Nápoles na temporada lírica de 1914, dirigida por Leopoldo Mugnone, quando, em uma apresentação de Tosca que marcou época, o nome artístico de "Tito Schipa" impôs-se definitivamente na imprensa artística e mundana da época.
Tito Schipa falava fluentemente quatro línguas e cantava em doze, entre elas o idioma aborígene australiano e também o napolitano, como ele próprio gostava de ressaltar, para fazer graça.
Seu primeiro triunfo fora da Itália ocorreu no Teatro Real de Madri, em 14 de janeiro de 1918, com a ópera Manon.
A convite da soprano escocesa Mary Garden e do empresário Cleofonte Campanini, que dirigiam juntos a Civic Opera of Chicago, chegou aos Estados Unidos em 1919. Neste país, casou-se com a francesa Antoinette Michel d'Ogoy, que tinha conhecido em Montecarlo em 27 de março de 1917, por ocasião da primeira execução mundial da ópera "La Rondine" de Giacomo Puccini, na qual interpretou o personagem de Prunier. Com Antoinette teve duas filhas, Elena e Liana.
Em 4 de dezembro de 1919, Schipa estreou triunfalmente em Chicago com Rigoletto, sob a direção de Gino Marinuzzi. Essa apresentação marcou o triunfo e o início de sua permanência nos Estados Unidos por 15 anos. O público norte-americano estava ansioso para medir a grandeza de Schipa com aquela do inesquecível Enrico Caruso.
Em outubro de 1932 deixou Chicago, tomando o posto vago de Beniamino Gigli no Metropolitan Opera House de Nova Iorque. Em 1935, apresenta "Werther" em São Francisco, na costa oeste. Mas os efeitos da grande depressão, iniciada em 1929, aliada à, continuada, crise conjugal e às saudades de sua pátria, jamais esquecida, levaram Schipa de volta para a Itália.